# チェーザレ・ボヴォ
チェーザレ・ボヴォ（Cesare Bovo, 1983年1月14日 - ）は、イタリア・ローマ出身の元サッカー選手。ポジションはディフェンダー。

## 経歴

### クラブ
ASローマのユース出身。技術が高くパスセンスに優れ、フリーキックなどセットプレーのキッカーを務めることもある。
2011年8月、ジェノアCFCに期限付き移籍。買取オプションが付いている。2012年1月13日、ジェノアとインテルが共同保有していたエミリアーノ・ヴィヴィアーノの移籍取引に関係しジェノアに完全移籍した。

### 代表
2003年、トゥーロン国際大会でレギュラーとして準優勝に貢献、この年のシーズンでクラブのレギュラーの座も掴んだ。さらにU-21イタリア代表のレギュラーの座を射止め、2004年のアテネ五輪でも銅メダル獲得に貢献した。2010年8月、A代表に初招集されたが、出場機会は訪れなかった。

## 個人成績

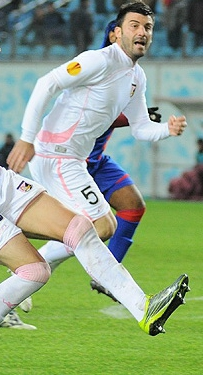
パレルモ時代のボヴォ

| シーズン | クラブ   | リーグ  | リーグ | リーグ |
| シーズン | クラブ   | リーグ  | 出場   | 得点   |
| -------- | -------- | ------- | ------ | ------ |
| 2001-02  | ローマ   | セリエA | 0      | 0      |
| 2002-03  | レッチェ | セリエB | 11     | 0      |
| 2003-04  | レッチェ | セリエA | 19     | 2      |
| 2004-05  | パルマ   | セリエA | 31     | 2      |
| 2005-06  | ローマ   | セリエA | 22     | 0      |
| 2006-07  | パレルモ | セリエA | 1      | 0      |
| 2006-07  | トリノ   | セリエA | 7      | 1      |
| 2007-08  | ジェノア | セリエA | 27     | 0      |
| 2008-09  | パレルモ | セリエA | 29     | 1      |
| 2009-10  | パレルモ | セリエA | 28     | 2      |
| 2010-11  | パレルモ | セリエA | 32     | 4      |
| 2011-12  | パレルモ | セリエA | 0      | 0      |
| 2011-12  | ジェノア | セリエA | 8      | 0      |
| 2012-13  | ジェノア | セリエA | 13     | 0      |
| 2013-14  | トリノ   | セリエA | 20     | 0      |
| 2014-15  | トリノ   | セリエA | 0      | 0      |
| 通算     | 通算     | 通算    | 250    | 12     |

## タイトル

### クラブ
ローマ
- セリエA : 2000-01